# جاسمين بيركوفيتش
جاسمين بيركوفيتش (بالإنجليزية: Jasmin Perković) (مواليد 25 ديسمبر 1980) هو لاعب كرة سلة كرواتي. يمتلك مسيرة تجاوزت العقدين من الزمن، وقد لعب في اليوروليغ، والدوري اليوناني وليغا باسكيت الدرجة الأولى خلال مسيرته.

## مسيرته مع الأندية
في يوليو 2019، وقع بيركوفيتش مع تيندستول في أورفالسديلد كارلا. ولعب 17 مباراة، حقق فيهم معدلاً بلغ 8.7 نقاط و7.1 متابعات في 25 دقيقة لكل مباراة، قبل أن ينتهي الموسم مبكرًا بسبب جائحة فيروس كورونا في آيسلندا. في الموسم التالي، بقي في آيسلندا حيث وقع مع نادي هرونامن في الدرجة الأولى كارلا في يوليو 2020.
في مباراته الأولى مع هرونامن في 2 أكتوبر، سجل 12 نقطة و14 متابعة في الفوز 95–81 على سيلفوس. اتضح أن هذه كانت آخر مباراة له مع هرونامن، حيث أعلن النادي في نوفمبر 2020 أن بيركوفيتش اضطر للاعتزال من كرة السلة الاحترافية بسبب إصابة في الورك. في عام 2021، انضم إلى كفارنر 2010. شارك في 7 مباريات لبقية الموسم، بمتوسط 17.0 نقطة و5.1 متابعات لكل مباراة.

## مسيرته مع المنتخب
في عام 2001، ساعد بيركوفيتش منتخب كرواتيا في احتلال المركز الثاني في بطولة العالم تحت 21 سنة لكرة السلة التابعة للاتحاد الدولي.

## وصلات خارجية
- ملفه في اليوروليغ
- إحصاءات أيسلندية
- ملفه في ريال جي إم
- ملفه في بروبولرز